# Paio Guterres da Silva
D. Paio Guterres da Silva «o Escacha» (c.1090 - ?) foi um nobre medieval do Condado Portucalense, membro da Casa de Silva, pertencente a linhagem dos soberanos de Leão, pois D. Pelayo Froilaz «el Diácono» (c. 990 - c.1050), o bisavô do seu avô paterno, D. Pelaio Guterres (c.1050 - ?), era trineto do príncipe D. Aznar Fruela de Leão, um dos filhos de D. Fruela II, Rei de Asturias e de Leão (c. 874 - 925).
D. Paio Guterres da Silva é o 3o do nome Silva, segundo Salazar y Castro, o que significa que seu avô, D. Pelaio Guterres (c.1050 - ?), foi o primeiro a usar o nome, e seu bisavô, D. Gutierre Peláez (de) Alderete, foi o progenitor da estirpe. D. Paio Guterres foi um dos Ricos-Homens a confirmar a carta de confirmação do castelo de Soure aos Templários em 1129. Ele é muitas vezes confundido com o seu avô e homónimo, D. Pelaio Guterres, cujo nome tinha a mesma grafia na escrita comum do século X (latim vulgar) e que ocupava os cargos de "Adiantado de Portugal" e "Vigário" del Rey". O facto de o jovem D. Afonso Henriques já governar no condado Portucale em 1129 exclui a possibilidade de D. Paio Guterres na altura ter ocupado os cargos mencionados. Embora não tenha alcançado estes altos cargos, como senhor feudal do Reino de Leão e como descendente dos monarcas da dinastia Astur-Leonesa, D. Paio Guterres fazia, sem dúvida, parte da alta nobreza.

## Biografia
Foi o senhor feudal do Porto da Figueira, Alcaide do Castelo de Santa Eulália e do Castelo de Montemor-o-Velho. Foi que procedeu à fundação do Mosteiro de Cucujães e quem mandou reedificar do Mosteiro de Tibães. Foi ainda em vida do rei D. Afonso VI de Leão e Castela senhor da Domus fortis denominada Torre da Silva. Foi também quem, segundo a Coreografia Portuguesa, procedeu à fundação em Campos do Mosteiro de Santa Maria de Valboa, que foi da Ordem de São Bento. Segundo a mesma Coreografia, foram os Senhores da Casa Silva seus padroeiros.

## Relações familiares
Foi filho de D. Guterre Peláes Alderete da Silva (c. 1070 - ?) e de D. Maria Pérez de Ambia (c.1075 - ?). Casou por duas vezes. Do primeiro casamento com D. Sancha Anes (c. 1095 - ?) teve:
1. D. Mayor (Mór) Pais Silva (c. 1010 - ?), casada com Egas Moniz (c. 1115 - ?), que não deve ser confundido com Egas Moniz, o Aio.
2. D. Gomes Pais da Silva (c. 1115 - ?), casado com Urraca Nunes Velho.
3. D. Pedro Pais da Silva[11], «o Escacha» (c. 1120 - ?), casou com Elvira Nunes.

Do segundo casamento com D. Urraca Rabaldes (c. 1100 - ?) teve:
1. D. Pedro Rabaldes, bispo do Porto.
2. D. Gotinha Pais da Silva (c. 1130 - ?), que casou por duas vezes, a primeira com D. Pedro Soares de Belmir e a segunda com Mendo Afonso de Refóios, senhor de Refóios.